# Chiesa di Sant'Ermete (Pisa)
La chiesa di Sant'Ermete (o Sant'Ermete in Orticaia), è una chiesa di Pisa, situata nel quartiere di Sant'Ermete nell'angolo tra via dei Sepolcri e via Putignano.

## Storia e descrizione
La chiesa è citata dal 1070 col nome di San Remedio in Orticaia. Nel 1153 è menzionata in una bolla di papa Anastasio IV. Nel 1297 come badia cistercense passò alle dipendenze di quella di San Michele in Verruca; nel 1797 divenne parrocchia.
L'impianto è ad aula unica con resti delle murature medievali in pietra e in cotto in facciata e sul fianco. La parte superiore della facciata e il campaniletto sono ottocenteschi.
Nella parete a nord sono presenti tre monofore tamponate e affiancate da due aperture moderne. Nella parte bassa della parete nord è presente una porta tamponata con sopra un architrave in pietra calcarea e sormontata da una lunetta in laterizi lavorati.
All'interno si conserva un dipinto su tavola con la Madonna dell'Umiltà, datata 1415, attribuita a Lorenzo Monaco.